# Лобелвілл (Теннессі)
Лобелвілл (англ. Lobelville) — місто (англ. city) в США, в окрузі Перрі штату Теннессі. Населення — 919 осіб (2020).

## Географія
Лобелвілл розташований за координатами 35°45′5″ пн. ш. 87°47′50″ зх. д. / 35.75139° пн. ш. 87.79722° зх. д. (35.751317, -87.797179).  За даними Бюро перепису населення США в 2010 році місто мало площу 10,16 км², з яких 10,14 км² — суходіл та 0,02 км² — водойми.

## Демографія
Згідно з переписом 2010 року, у місті мешкало 897 осіб у 384 домогосподарствах у складі 248 родин. Густота населення становила 88 осіб/км².  Було 453 помешкання (45/км²).
Расовий склад населення:
| - 96,4 % — білих - 1,1 % — корінних американців - 0,2 % — чорних або афроамериканців - 0,1 % — азіатів |

До двох чи більше рас належало 1,8 %. Частка іспаномовних становила 2,5 % від усіх жителів.
За віковим діапазоном населення розподілялося таким чином: 23,1 % — особи молодші 18 років, 58,7 % — особи у віці 18—64 років, 18,2 % — особи у віці 65 років та старші. Медіана віку мешканця становила 40,9 року. На 100 осіб жіночої статі у місті припадало 88,1 чоловіків;  на 100 жінок у віці від 18 років та старших — 86,0 чоловіків також старших 18 років.
Середній дохід на одне домашнє господарство  становив 43 219 доларів США (медіана — 31 136), а середній дохід на одну сім'ю — 51 216 доларів (медіана — 45 139). За межею бідності перебувало 23,7 % осіб, у тому числі 24,8 % дітей у віці до 18 років та 10,1 % осіб у віці 65 років та старших.
Цивільне працевлаштоване населення становило 346 осіб. Основні галузі зайнятості: виробництво — 23,7 %, освіта, охорона здоров'я та соціальна допомога — 23,1 %, транспорт — 11,0 %, роздрібна торгівля — 9,5 %.